# Orest Tafrali
Orest Tafrali (n. 14 noiembrie 1876, Tulcea, Imperiul Otoman – d. 5 noiembrie 1937, Iași, România) a fost istoric român, membru corespondent (1936) al Academiei Române.

## Studii
A absolvit Facultatea de Litere din București (secția Filologie clasică), urmând o specializare în artă bizantină la Paris (1906-1913) și obținând un doctorat în istorie la Sorbona (1921).

## Funcții academice
Secretar al Muzeului Național de Antichități (1904-1905); profesor de limbi clasice la Colegiul „Sf. Sava” (1905-1906); lector de limba română la École des Langues Orientales din Paris (1912-1913); profesor la Catedra de Arheologie și Antichități a Universității din Iași (din 1913).
Orest Tafrali a fost fondator al revistei Arta și arheologia (1927).
Membru corespondent al Academiei Române (1936); membru de onoare al Societății Numismatice Române; membru al Academiei din Atena; membru al Institutului Arheologic din Sofia; membru corespondent al Institutului „Kondakov” din Praga.

## Opera
- Mélanges d’Archeologie et d’Épigraphie byzantine, Paris, 1913;
- Bizanțul și influența lui asupra țării noastre, 1914;
- Thessalonique des origines au XIVe siècle, 1919;
- La cité pontique de Dionysopolis, 1927;
- Les tumuli de Callatis, 1928.